# Pentacalia kleinioides
Pentacalia kleinioides là một loài thực vật có hoa trong họ Cúc. Loài này được (Kunth) Cuatrec. mô tả khoa học đầu tiên năm 1981.